# Jig (muzyka)

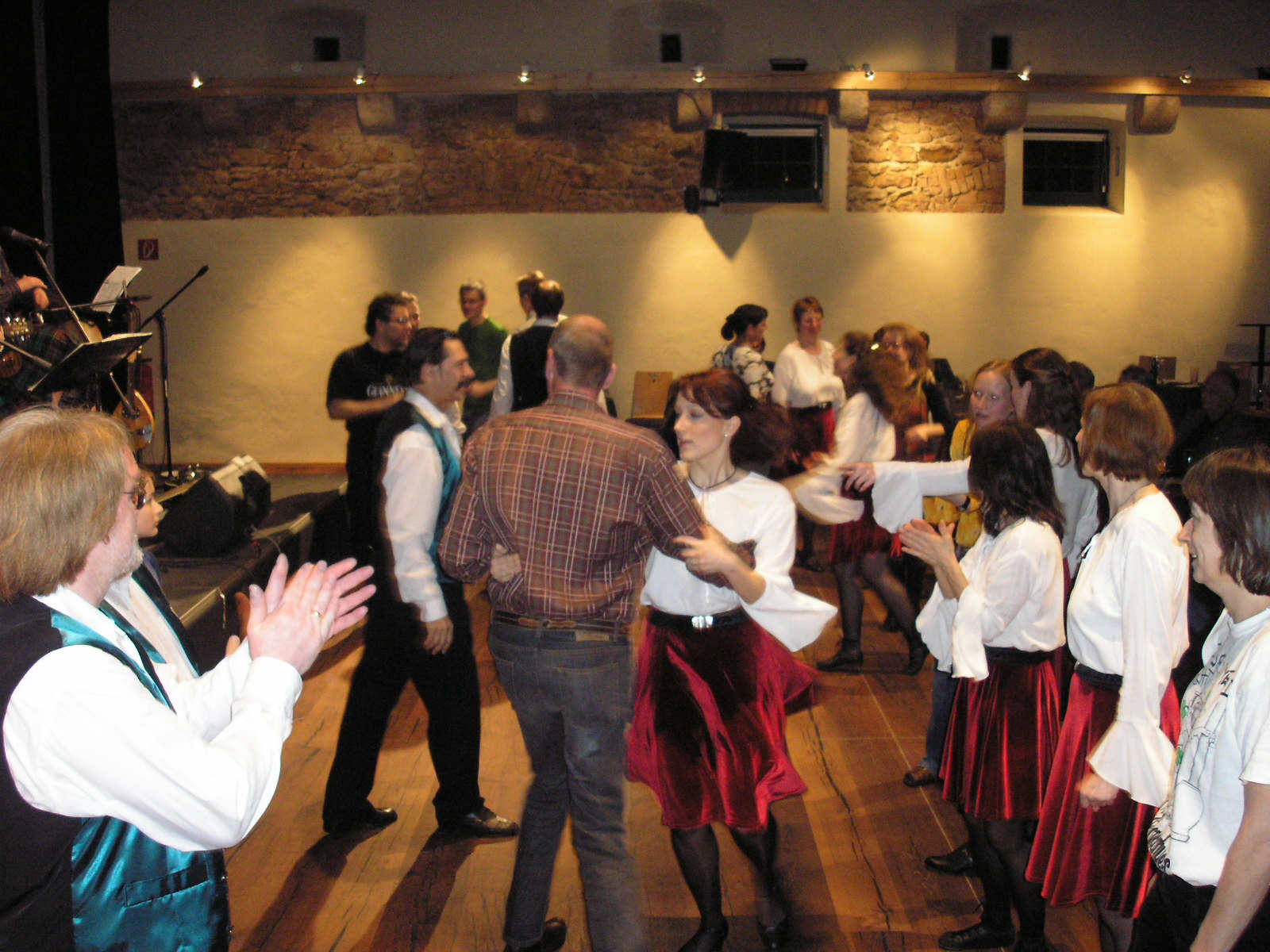
Tancerze tańczący jig

Jig (czytaj dżig) (w językach francuskim i włoskim można spotkać się z formami gigue lub giga) – rodzaj pieśni i tańca ludowego z okresu baroku. Wywodzi się z terenów Szkocji, Irlandii i Anglii. W okresie późniejszym często występował w formie stylizowanej, stając się końcową częścią suity klawesynowej.
Spotykane formy jigów:
- podwójny jig – metrum 6/8, najpopularniejszy rodzaj jiga i jeden z najpopularniejszych typów tańca ludowego w Irlandii i Szkocji, melodia najczęściej składa się z dwóch części po osiem taktów, granych z powtórzeniem każdej części, z akcentem na 1 i 4 część taktu.
- slip jig – metrum 9/8, zwany również hop jigiem. Akcenty na 1, 4 i 7 część taktu
- jig pojedynczy – metrum 6/8 bądź 12/8, którego charakterystyczną cechą jest następowanie po sobie długiego i krótkiego dźwięku, co daje wrażenie synkopy, tańczony zazwyczaj przez kobiety solo. Akcenty jak w slip jigu
- slide - szybsza wersja pojedynczego jiga, tancerze wykonują naprzemiennie krótkie i długie ruchy, zgodnie z melodią. Ten rodzaj jiga jest charakterystyczny dla hrabstwa Kerry w południowo-zachodniej części Irlandii.